# Доходный дом А. Н. Матушевского
Доходный дом А. Н. Матушевского — доходный дом, образец рядовой застройки Санкт-Петербурга рубежа XIX—XX веков. Находится в Петроградском районе, современный адрес Пионерская улица, 36 /
Корпусная улица, 12.
Дом построен по проекту архитектора Е. Ф. Бржозовского, работы проводились в 1899 и 1902 годах.
После этого работы по перестройке здания не осуществлялись, оно сохранилось до начала XXI века в историческом виде.
Здание было расселено в 1980-х годах, после чего работ по ремонту не проводилось. Дом простоял с открытым контуром в течение 30 лет и в результате пришёл в аварийное состояние.
Здание было включено во все списки градозащитных организаций (группа ЭРА и «Живой город»), где с 2007 года фигурировало в теме рядовой застройки.
К 2000-м годам здание было заброшено. По состоянию на 2010 год на его стене находилась надпись Граждане! При артобстреле эта сторона улицы наиболее опасна. Эта надпись не является исторической и появилась во время съёмок фильма о блокаде в 2000-х годах, когда разрушающийся дом был использован в качестве декораций.
В 2011 году здание было передано в ведение Пенсионного фонда, который в 2016 году принял решение снести дом. Снос проводился в конце декабря 2016 года.